# جيف هوران
جيف هوران (بالإنجليزية: Geoff Horan)‏ هو مجدف نيوزيلندي، ولد في 18 مايو 1960 في هاميلتون في نيوزيلندا.

## وصلات خارجية
- جيف هوران على موقع الاتحاد الدولي للتجديف (الإنجليزية)
- جيف هوران على موقع اللجنة الأولمبية الدولية (الإنجليزية)
- جيف هوران على موقع أوليمبيديا (الإنجليزية)
- جيف هوران على موقع اللجنة الأولمبية النيوزيلندية (الإنجليزية)